# 梅奧·代爾·赫西
梅奧·代爾·赫西（英語：Mayo Dyer Hersey；1886年8月30日—1978年9月5日）是一名美國工程師、國家標準技術研究所和其他政府機構的物理學家、以及布朗大學工程學教授。他分別於1957年和1965年獲頒美國機械工程師學會獎章和第一屆梅奧·D·赫西獎。

## 生平

### 早年生活和教育
1886年，赫西出生於美國羅德島州普羅維登斯郡，是喬治·米爾班克·赫西（George Milbank Hersey）與愛麗絲·斯塔福德·赫西（Alice Stafford Hersey）夫妻之子。1907年，於科羅拉多學院取得理學士學位。1910年，取得麻省理工學院機械工程學學士以及奧利韋特學院物理學和數學碩士學位。畢業後，赫西在國家標準局展開了物理學家生涯，及今日的國家標準技術研究所。1910年至1922年間，他曾在麻省理工學院任教。一戰期間，他曾替國家標準局研究航空儀器。

### 職業生涯
1920年離開國家標準局後，赫西於1922年至1926年間被指派至匹茲堡的美國礦務局擔任物理學實驗室主管。1936年至1951年，赫西回到了國家標準局。在第二次世界大戰期間，他擔任位於哥倫比亞的曼哈頓計劃顧問。1947年至1957年，他曾擔任安納波利斯海軍工程試驗站的學者，然後從政府部門退休。
1934年至1936年間，赫西曾在布朗大學任教；1943年至1945年間為哥倫比亞大學的學者。從1957年直到1978年逝世為止，他都是布朗大學工程學的客座教授。
1965年，美國機械工程師學會開始頒發梅奧·D·赫西獎，給予「在摩擦學科學和工程領域有著持續且傑出貢獻」的學者肯定，而赫西本人即是首位獲獎者。1967年，赫西又獲頒美國機械工程師學會獎章。

## 著作
- Mayo Dyer Hersey. On the Laws of Lubrication of Journal Bearings, 1915.
- Mayo Dyer Hersey. Theory of lubrication, J. Wiley & sons, inc., 1938.
- Hersey, Mayo Dyer, and Richard F. Hopkins. Viscosity of lubricants under pressure. American Society of Mechanical Engineers, 1954.
- Mayo Dyer Hersey Theory and research in lubrication : foundations for future developments, John Wiley & Sons, 1966.

文章（選錄）
- Hersey, Mayo D. "The laws of lubrication of horizontal journal bearings." Journal of the Washington Academy of Sciences 4.19 (1914): 542-552.
- Hersey, Mayo D. "Future problems of theoretical rheology." Journal of Rheology (1929-1932) 3.2 (1932): 196-204.
- Hersey, Mayo D. "Note on heat effects in capillary flow." Physics 7.11 (1936): 403-407.

## 外部連結
- Mayo D. Hersey （页面存档备份，存于）, at NNDB.
- Hersey, Mayo D. - Brown University （页面存档备份，存于）, Encyclopedia Brunoniana
- Mayo D. Hersey Award （页面存档备份，存于）, The American Society of Mechanical Engineers